# Rullmuskelnerven
Rullmuskelnerven, kranialnerv IV (latin: nervus trochlearis) är den fjärde kranialnerven vars funktion är att innervera ögonmuskeln m. obliquus superior (rullmuskeln) vilken riktar ögat neråt, utåt samt roterar det medialt lateralt.  
Nerven utträder på baksidan av mesencephalon och löper sedan runt hjärnstammen innan den går in i orbitan via fissura orbitalis superior där den når m. obliquus superior. Nerven utmärker sig från de andra kranialnerverna bland annat genom att det är den minsta nerven sett till antalet axoner samt att den har den längsta intrakraniella sträckan . 